# Atlantic School of Theology
Die Atlantic School of Theology (kurz AST) ist eine öffentliche, ökumenische Universität in Halifax, Nova Scotia, Kanada.
Die Hochschule wurde 1971 und wird seit 1974 mit einer staatlichen Anerkennung als Universität betrieben. In der Atlantic School of Theology wurden folgende Bildungseinrichtungen eingegliedert:
- Fakultät für Theologie an der University of King’s College (Anglikanische Kirche von Kanada)
- Holy Heart Theological Institute (vormals Holy Heart Seminary) (Römisch-katholische Kirche)
- Pine Hill Divinity Hall (United Church of Canada)

Die Hochschule bietet ausschließlich postgraduale Studien an sowie Masterprogramme mit theologischem, religionswissenschaftlichem und spezifischem verwaltungswissenschaftlichem Hintergrund. Die AST arbeitet mit der Saint Mary’s University Halifax zusammen.